# Gualaco (ort)
Gualaco är en ort i Honduras.   Den ligger i departementet Departamento de Olancho, i den centrala delen av landet, 160 km nordost om huvudstaden Tegucigalpa. Gualaco ligger 653 meter över havet och antalet invånare är 3 601.
Terrängen runt Gualaco är varierad. Gualaco ligger nere i en dal. Runt Gualaco är det glesbefolkat, med 17 invånare per kvadratkilometer. Närmaste större samhälle är San Francisco de la Paz, 19,6 km sydväst om Gualaco.  